# スポーン・ピーナカーターポー
スポーン・ピーナカーターポー（英: Suporn Peenagatapho、タイ語: สุพร ปีนะกาตาโพธิ์、1995年7月21日 - ）は、タイ・チャンタブリー出身のサッカー選手。タイ・プレミアリーグ・ブリーラム・ユナイテッドFC所属。ポジションはディフェンダー。

## 来歴

### クラブ
2014年、ムアントン・ユナイテッドFCへトップチーム昇格した。2017年、BECテロ・サーサナFCへ移籍した。

## 所属クラブ
ユース経歴
- ムアントン・ユナイテッドFC

プロ経歴
- 2014年 - 2016年 ムアントン・ユナイテッドFC
- 2014年 ナコーンナーヨックFC (loan)
- 2016年 BECテロ・サーサナFC (loan)
- 2017年 - BECテロ・サーサナFC